# حسابرس‌ها
حسابرس‌ها (انگلیسی: The Auditors; کره‌ای: 감사합니다) یک مجموعه تلویزیونی محصول کره جنوبی با بازی شین ها کیون، لی جونگ ها، جین گو و جو آه رام است. این مجموعه از ۶ ژوئیه تا ۱۱ اوت ۲۰۲۴، روزهای شنبه و یکشنبه ساعت ۲۱:۲۰ (کی‌اس‌تی) از تی‌وی‌ان پخش شد.

## بازیگران
- شین ها کیون در نقش شین چا ایل[۳][۱]
- لی جونگ ها در نقش گو هان سو[۴][۱]
- جین گو در نقش هوانگ ده وونگ[۳][۵][۱]
- جو آه رام در نقش یون سو جین[۶][۱]